# Аделхайд Холандска
Вижте пояснителната страница за други личности с името Аделхайд.
Аделхайд Холандска (на немски: Adelheid von Holland, Adelheid von Avesnes, Aleid, Aleydis; на нидерландски: Aleide (Aleidis) van Holland; Aleid(a) van Avesnes; * ок. 1230; † 1284) от род Герулфинги, е регентка на Графство Холандия и Зеландия от 1258 до 1266 г. за нейния малолетен племенник граф Флоренс V и чрез женитба графиня на Хенегау.

## Произход и брак
Тя е дъщеря на граф Флоренс IV (1222 – 1234) от Холандия-Зеландия и графиня Матилда от Брабант. Сестра е на крал Вилхелм II Холандски (1228 – 1256).
Аделхайд е омъжена от 1246 г. за Йохан от Авен (1218 – 1257), граф на Хенегау от Дом Авен, син на Маргарета II Константинополска, графиня на Фландрия и Хенегау, дъщеря на император Балдуин I Фландърски.

## Деца
Аделхайд и Йохан от Авен имат децата:
- Йохан II (* 1248; † 1304), от 1280 граф на Хенегау, от 1299 граф на Холандия
- Йохана († 1304), абатеса на Флинес
- Бурхард (* 1251; † 1296), от 1282 епископ на Мец
- Гуидо (* 1253; † 1317), от 1301 епископ на Утрехт
- Вилхелм (* 1254; † 1296), от 1292 епископ на Камбре
- Флоренс (* 1255; † 1297), щатхалтер на Зеландия, княз на Ахея-Морея